# Ferrovia di Aljustrel
La ferrovia di Aljustrel (in portoghese Ramal de Aljustrel) era una linea ferroviaria del Portogallo che collegava la stazione di Castro Verde-Almodôvar, sulla ferrovia dell'Alentejo, alla località di Aljustrel e al complesso minerario omonimo. Aperta il 2 giugno 1929 venne chiusa al traffico nel 1993.

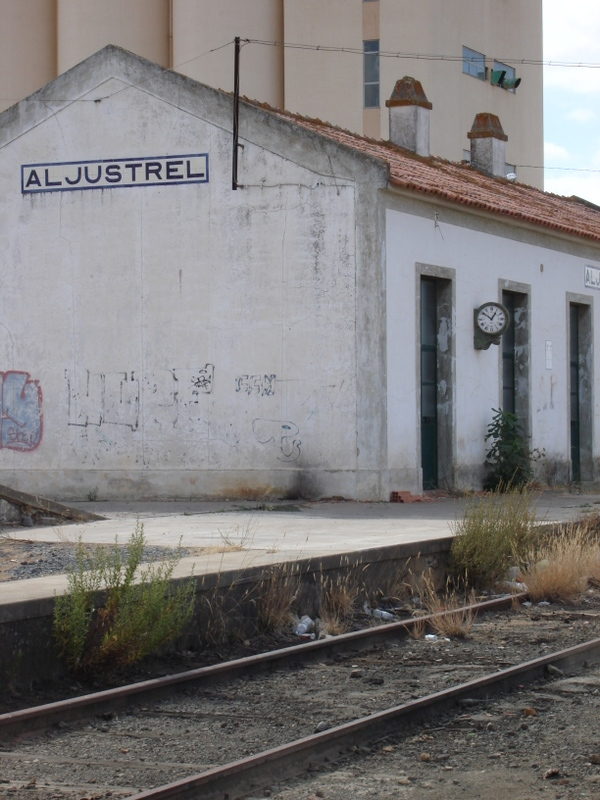
Stazione di Aljustrel

Stazione di Castro Verde - Almodovar

## Storia

### Prodromi
Un collegamento ferroviario per Aljustrel fu ipotizzato già nel 1858 nel corso dei progetti per il "Caminho de Ferro do Sul" (odierne ferrovia dell'Alentejo e parte della ferrovia del Sud). Nel 1876 la "Companhia de Mineração Transtagana" costruì una ferrovia mineraria a scartamento ridotto tra le miniere di Aljustrel e la stazione di Figueirinha nella quale avveniva il trasbordo sui treni merci della ferrovia dell'Alentejo.

### Costruzione
Il 28 novembre 1925 la Société Belge des Mines de Aljustrel venne autorizzata a costruire una ferrovia mineraria a scartamento iberico tra le sue cave di Algares e la stazione di Castro Verde - Almodôvar, sulla ferrovia dell'Alentejo con la clausola che servisse anche per il trasporto di merci e di viaggiatori ordinari.
Il 9 luglio 1928 fu autorizzata l'apertura "provvisoria" fermo restando che quella definitiva sarebbe stata concessa solo a lavori conclusi come da contratto. Il 25 ottobre la società mineraria stipulò un contratto con la Companhia dos Caminhos de Ferro Portugueses perché assumesse la gestione della linea; il 22 dicembre il contratto fu approvato con decreto.
L'inaugurazione ufficiale del "Ramal de Aljustrel" avvenne il 2 giugno 1929, a lavori conclusi.

### Progetto di connessione a Ermidas-Sado
Sin dall'inaugurazione si pensava ad un prolungamento della ferrovia da Aljustrel alla ferrovia di Sines; a tal proposito nel 1932 le autorità di Beja e di Aljustrel presentarono al ministro dei lavori pubblici portoghese la richiesta di una connessione della linea da Aljiustrel alla stazione di Ermidas-Sado ritenendola essenziale per ridurre i costi di trasporto dei minerali estratti e garantire l'esercizio delle miniere e l'occupazione; il progetto non trovò attuazione.

### Ulteriori estensioni e chiusura
Nel 1991 la Somafel terminò la costruzione della ferrovia das Pirites Alentejanas raccordata a quella di Aljustrel.
La diminuzione dell'attività estrattiva delle piriti portò alla chiusura della ferrovia nel 1993.
Nel 2008 la società concessionaria delle "Pirites Alentejanas" inoltrò una richiesta di riattivazione fino al porto di Setúbal senza esito.

## Caratteristiche
La linea è a scartamento largo; la lunghezza totale è di 11,6 km. La trazione utilizzata era quella Diesel.
|  | Unknown route-map component "exKDSTaq" | Unknown route-map component "exSTR+r" |

|  | Unknown route-map component "exSTR+l" | Unknown route-map component "exABZgr" |

| Unknown route-map component "exCONTgq" | Unknown route-map component "exLSTR+r" + Unknown route-map component "exSTR" | Unknown route-map component "exSTR" |

|  | Unknown route-map component "exBHF" | Unknown route-map component "exSTR" |

|  | Unknown route-map component "exKRWg+l" | Unknown route-map component "exKRWr" |

| Unknown route-map component "exKDSTaq" | Unknown route-map component "exABZgr" + Unknown route-map component "exnSTR+r" |  |

|  | Unknown route-map component "exSTR" + Unknown route-map component "exnSTRl" | Unknown route-map component "exnSTR+r" |

|  | Unknown route-map component "exSTR" | Unknown route-map component "exnSTR" |

|  | Unknown route-map component "exSPLa" | Unknown route-map component "exnSTR" + Unknown route-map component "exlCONTf@F" |

|  | Unknown route-map component "exvSTR-DST" |

|  | Unknown route-map component "exSPLe" |

| Unknown route-map component "exCONTgq" | Unknown route-map component "exABZg+r" |  |

|  | Unknown route-map component "exBHF" |

|  | Unknown route-map component "exSTRl" | Unknown route-map component "exCONTfq" |